# 増田耕二
増田 耕二（ますだ こうじ、1948年10月1日 - ）は、岡山県出身のモトクロスライダー。
1975年全日本モトクロス選手権セニア250ccチャンピオン。日本人ライダーとして初めてAMAスーパークロスに参戦。現地では「Oriental Express」のニックネームが付く。
公式戦引退後はHRCのモトクロスチーム監督を務めた。